# Sound Pollution

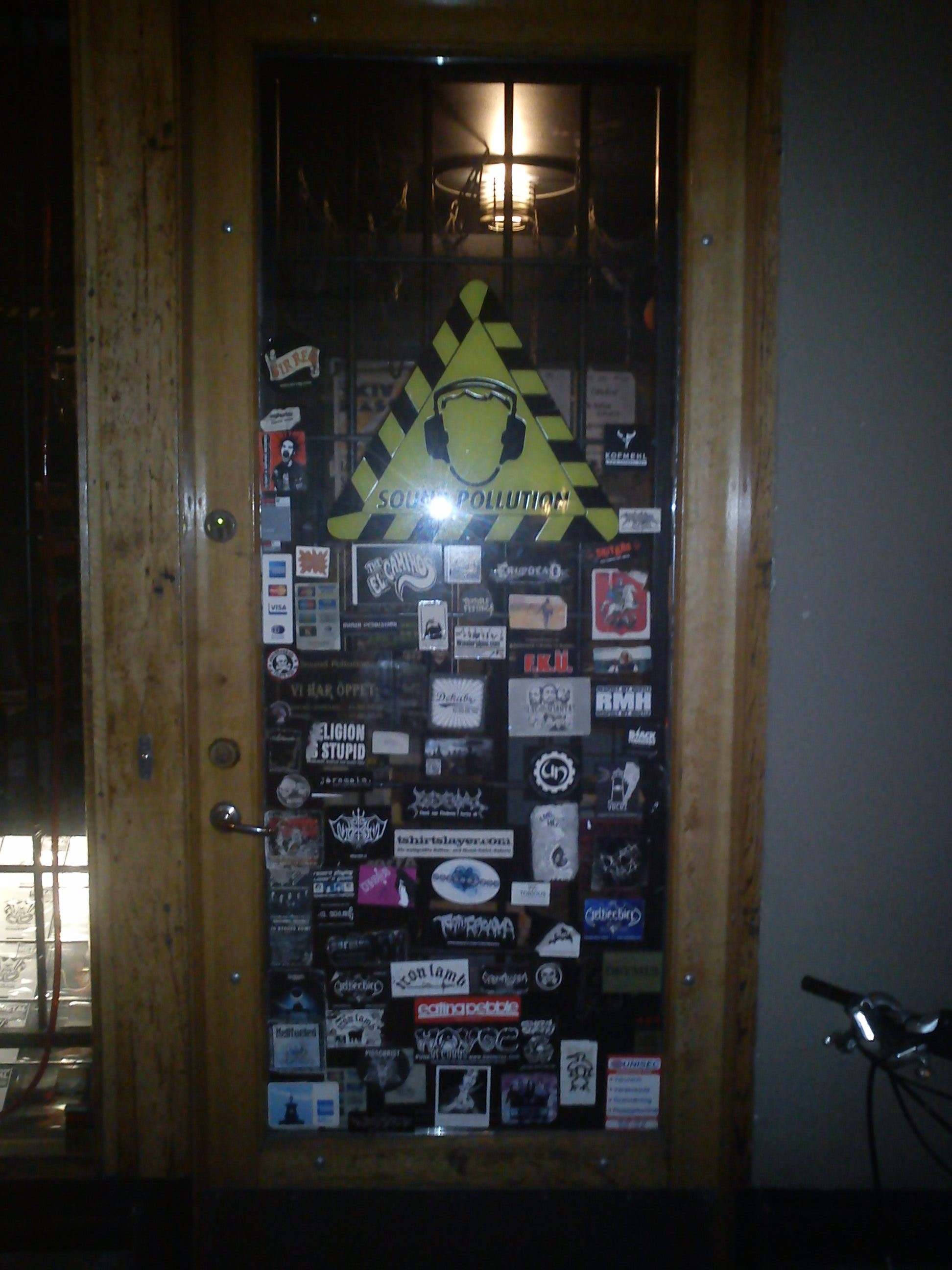
Entrén till Sound Pollution, Gamla Stan, Stockholm

Sound Pollution, egentligen Sound Pollution Distribution AB, är ett av Nordens största musikbolag och drivs av en svensk ägargrupp. Verksamheten består av distribution, marknadsföring av externa skivbolag som Ny Våg, egen produktion på skivetiketterna Black Lodge, Wild Kingdom och Ultra Chrome, musikförlaget Sound Pollution Songs (administreras av Sony/ATV), nätverket Nordic Independent Alliance samt detaljhandel i egna butiken på Stora Nygatan i Gamla Stan i Stockholm.